# Morristown (Ohio)
Morristown es una villa ubicada en el condado de Belmont en el estado estadounidense de Ohio. En el censo de 2010 tenía una población de 303 habitantes y una densidad poblacional de 230,75 personas por km².

## Geografía
Morristown se encuentra ubicada en las coordenadas 40°3′47″N 81°4′14″O / 40.06306, -81.07056. Según la Oficina del Censo de los Estados Unidos, Morristown tiene una superficie total de 1.31 km², de la cual 1.31 km² corresponden a tierra firme y (0.39%) 0.01 km² es agua.

## Demografía
Según el censo de 2010, había 303 personas residiendo en Morristown. La densidad de población era de 230,75 hab./km². De los 303 habitantes, Morristown estaba compuesto por el 96.7% blancos, el 1.65% eran afroamericanos, el 0.33% eran amerindios, el 0% eran asiáticos, el 0% eran isleños del Pacífico, el 0.66% eran de otras razas y el 0.66% pertenecían a dos o más razas. Del total de la población el 0.99% eran hispanos o latinos de cualquier raza.